# Nouveau district de Xiangjiang
 (novembre 2021).
Le Nouveau district de Xiangjiang (chinois simplifié : 湘江新区 ; pinyin : Xiāngjiāng xīnqū) est une zone d'urbanisation décidée au niveau de l'État et située à la proximité de la ville de Changsha, dans la province du Hunan, en Chine. 

## La création
La nouvelle zone a été créée le 8 avril 2015, c'est la 12e créée au niveau de l'État chinois et approuvée par le Conseil d'État. La ville nouvelle de Xiangjiang est située à l'ouest de la rivière Xiang et couvre des parties de Yuelu, Wangcheng et Ningxiang. Selon la réponse officielle du Conseil d'État, la nouvelle zone a une superficie de 490 km2 (190 milles carrés). Le secrétaire du PCC du Hunan, Xu Shousheng, et le gouverneur du Hunan, Du Jiahao, ont assisté à la cérémonie d'ouverture de la nouvelle zone qui s'est tenue à Changsha, le 24 mai 2015.
En 2015, la nouvelle zone de Xiangjiang couvre une zone bâtie de 126 kilomètres carrés, sa population est prévue d'environ 1 340 000 habitants, son PIB atteindrait 160,25 milliards de CNY (25,73 milliards USD), son PIB par habitant serait de 119 500 CNY (19 186 USD).

## Superficie
Selon le plan de développement de la nouvelle zone de Xiangjiang approuvé par le gouvernement de la province du Hunan le 22 mai 2016, la ville a une superficie prévue d'environ 1 200 kilomètres carrés (460 milles carrés) avec une zone centrale de 490 kilomètres carrés. La zone prévue couvre l'ensemble du district de Yuelu, la superficie totale au sud de la rivière Wei et l'ouest de la rivière Xiang du xian de Wangcheng, ainsi que certaines parties du xian de Ningxiang.
La zone centrale de la nouvelle zone de Xiangjiang comprend la majeure partie du district de Yuelu, la superficie totale au sud de la rivière Wei et l'ouest de la rivière Xiang du xian de Wangcheng, ainsi que la ville de Jinzhou du xian de Ningxiang.
La ville de Jinzhou du xian de Ningxiang abrite le parc industriel de haute technologie de Ningxiang.
- Voici les 17 sous-districts des districts de Yuelu : Dongfanghong, Guanshaling, Hanpu, Juzizhou, Lugu, Meixihu, Pingtang, Tianding, Wangchengpo, Wangyuehu, Wangyue, Xihu, Xianjiahu, Xueshi, Yanghu, Yinpenling et sous-districts de Yuelu. Leur gestion est confiée au sous-district de Lugu par Changsha High-Tech Industrial Development Zone (CSHTZ).
- Voici les 9 sous-districts et villes du district de Wangcheng : Bairuopu, Baishazhou, Dazehu, Gaotangling, Huangjinyuan, Jinshanqiao, Leifeng, Wushan et Yueliangdao, soit 9 sous-districts et villes, dont le sous-district de Leifeng est confié à la gestion par le CSHTZ.